# Фукуок
Фукуо́к (вьет. Phú Quốc, название острова в переводе означает «Богатая земля») — крупнейший остров Вьетнама. Находится в Сиамском заливе. Фукуок и близлежащие острова являются частью провинции Кьензянг, образуя город Фукуок. Площадь острова — 593 км², постоянное население около 146 тыс. человек.
Ключевые отрасли экономики — рыбная ловля, сельское хозяйство и быстроразвивающийся в последнее время туристический сектор. Фукуок переживает быстрый экономический рост в связи с туристическим бумом. Создаются новые пляжи и пятизвёздочные отели, развиваются другие отрасли инфраструктуры. Международный аэропорт Фукуок соединяет остров с Вьетнамом и другими государствами.

## Расположение
Фукуок лежит к югу от побережья Камбоджи, к западу от города Кампот и отдалён от ближайшего вьетнамского города Хатьена на 40 километров. Форма острова напоминает треугольник, его протяжённость с севера на юг — 50 километров, с востока на запад — 25 километров. От центра провинции Кьензянг Ратьзя Фукуок отдалён на 115 километров. Через остров проходит горный хребет «99 вершин», его наивысшая точка — гора Чуа (603 метра).

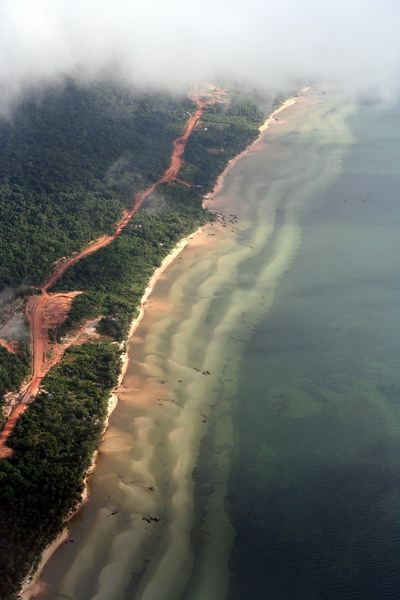
Побережье Фукуока

Остров сформирован осадочными породами эры мезозоя и кайнозоя, включая разнородные конгломераты, кварц, силикаты, известняки, риолиты и фельзиты

## Климат
Климат на острове мягкий субтропический. В течение всего года воздух редко прогревается больше 33 градусов в дневное время и остывает меньше 19 градусов ночью. Перепад дневной и ночной температуры не превышают 5 градусов. Самый холодный месяц январь, самый жаркий Май. На острове Фукуок выделяют два сезона: высокий и низкий. 
К высокому или туристическому сезону относят период с ноября по март включительно. В это время погода на острове наиболее благоприятна для отдыха. Наблюдается малое количество дождей, ветров и штормов. Температура воздуха держится в комфортных пределах днем от 29 до 32 градусов, ночью от 20 до 27, в зависимости от месяца. 
Низкий или сезон дождей - это период с июня по сентябрь включительно. В этом время на острове наблюдается максимальное количество осадков. На западном берегу часто штормовые волны. В низкий сезон в прибрежных водах случаются штормовые предупреждения, когда в море не выпускает не только рыбацкие лодки, но даже грузовые паромы.

## Экономика
Фукуок известен двумя своими традиционными продуктами: рыбным соусом и чёрным перцем. В море вокруг острова водится очень много анчоусовых, из которых и изготавливается соус. Перец выращивается в центральных районах Фукуока. Недавно[когда?] была открыта первая ферма жемчуга.
Туризм играет важную роль в экономике, множество людей приезжает на пляжи Фукуока. Международный аэропорт Фукуок связан с аэропортом Таншоннят Хошимина, с Ханоем, Ратьзя и Кантхо, а также с другими странами. С Хатьеном и Ратьзя также установлено паромное соединение. В 2018 году южная оконечность острова была соединена живописной канатной дорогой с небольшим островом Хонтхом к югу от Фукуока.

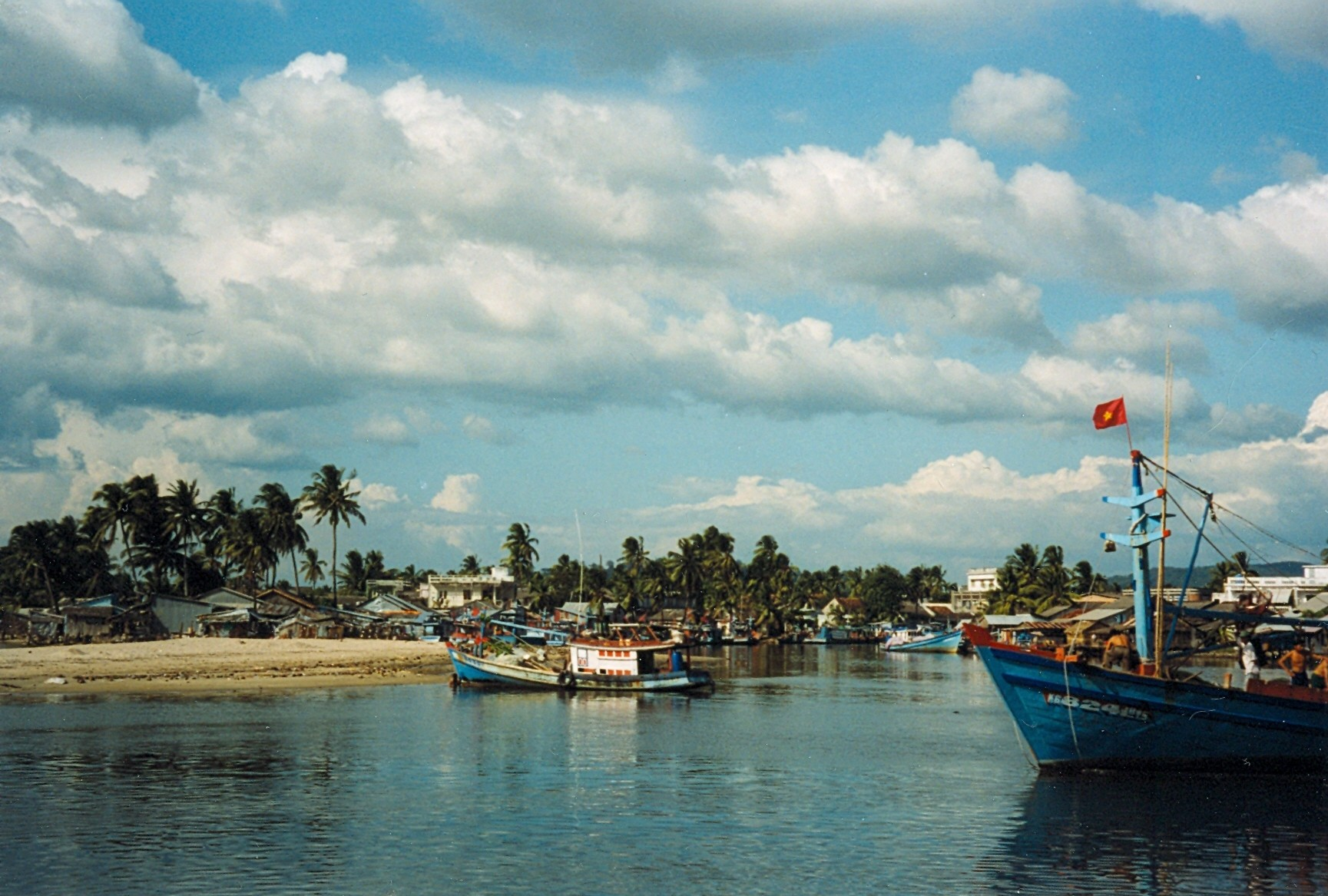
В порту Зыонгдонга (Фукуок)

## История
До середины XVIII века на Фукуоке не было ничего, кроме пары рыбацких общин, и никакой значимой роли в политике он не играл.
Французский миссионер Пиньо де Беэн использовал остров как свою базу. Там он укрывал от армии тэйшонов будущего императора Вьетнама Нгуен Тхе-то.
В 1856 году остров упоминается в протоколе: «…Король Камбоджи Анг Дуонг извещает мистера де Монтиньи, французского посла в Бангкоке, через посредника в лице Епископа Мише, его намерение передать остров Фукуок Франции». Это предложение было сделано с целью создания с Францией военного альянса, дабы избежать вьетнамской угрозы. Никакого ответа так и не поступило.
Когда напряжение между Францией, Испанией и Вьетнамом возросло до предела (Кохинхинская кампания), Анг Дуонг 25 ноября 1856 года отправил Наполеону III предупреждение о камбоджийских претензиях на южную часть Кохинхины, включающую в себя и Фукуок. Король убеждал французского императора, что эти земли являются камбоджийскими и просил не аннексировать их. В 1867 году власти Фукуока приняли решение сдать остров французским войскам.
В 1939 году генерал-губернатор Французского Индокитая Жуль Бреви установил границу между островами Сиамского залива. Острова оказавшиеся к северу от неё переходили под протекторат Камбоджи, а оказавшиеся к югу оставались во власти колонии Кохинхины. Это решение было принято исключительно в административных целях, а не в политических. Фукуок остался территорией Кохинхины, а после ухода французов вместе с колонией стал частью Государства Вьетнам.
После того, как в 1949 году Коммунистическая партия Китая установила контроль над континентальным Китаем, генерал Чи Хуань разместил более 33 000 солдат Китайской Республики на Фукуоке. В 1953 году они вернулись на родину[куда?].
С 1953 года по 1975 годы на Фукуоке располагалась крупнейшая тюрьма Южного Вьетнама (т. н. Кокосовая тюрьма, где применялись пытки), в 1973 там содержалось более 40 000 человек, в основном, военнопленные.
1 мая 1975 года отряд красных кхмеров захватил и разграбил Фукуок, но Вьетнам вскоре отбил остров. Это был первый из серии бандитских налётов, которые в итоге привели к Кампучийско-вьетнамскому конфликту в 1979 году. В 1976 году Камбоджа вновь объявила о своих претензиях на Фукуок. Остров стал яблоком раздора между двумя государствами, так как исторически права на Фукуок с прилегающими водами имел как Вьетнам, так и Камбоджа. В июле 1982 года было достигнуто соглашение между Вьетнамом и Народной Республикой Кампучия, но после того, как отношения между двумя странами ухудшились, от соглашения отказались, и остров до сих пор является объектом спора.